# 루저의 난
루저의 난은 2009년 11월 9일, 대한민국의 방송사 KBS의 방송 프로그램 미녀들의 수다에서 방송된 가을 특집 방송 《미녀, 여대생을 만나다》 편에서 패널로 나온 홍익대학교 출신 여대생이 "키 작은 남자가 싫다"고 하면서 "외모가 중요하다고 생각되는 시대가 된 오늘날 키는 경쟁력이라고 생각한다. 키 작은 남자는 "루저"(Loser, 영어로 "패배자"라는 뜻)라고 생각한다."고 발언한 것이 논란의 시발점이 되어 이에 '루저'란 말이 크게 유행한 사건으로. 많은 누리꾼들이 이를 비꼬아 키가 큰 연예인들의 사진에는 "위너"(Winner, 영어로 "승리자"라는 뜻)를, 반대로 키가 작은 연예인들 사진에는 "루저"라고 표기하거나 "루저의 난"과 "톰 크루저"("톰 크루즈"와 "루저"의 합성어)라고 하는 등 이 발언을 풍자한 패러디물을 내놓았다.

## 상세
"루저 티셔츠"까지 발매되기도 했으며 심지어 11월 10일에 일어난 대청해전은 조선민주주의인민공화국의 김정일 국방위원장이 여대생의 루저 발언에 격분해서 일으켰다는 우스갯소리가 나돌기도 했다. 한편 손석희는 자신이 진행하는 라디오 프로그램 시선집중에서 자신의 키를 178cm로 소개하면서 자신도 루저라고 비꼬았다. 문제의 핵심은 영어권에서 욕설로 사용되는 '루저' 발언이었다. 문제의 루저 발언을 한 여대생은 "제작진이 준 대본이었으며 신중치 못한 발언에 사과드린다"며 해명했다. 그러나 제작진에 대한 비판이 쇄도하자 제작진 측은 "대본을 강요하는 일은 없으며 대본 내용 또한 출연진에게 사전 인터뷰를 받고 출연진의 의견을 그대로 실은 것이다"고 밝혔다. 그러나 여대생이 다시 올린 사과문에서는 "대본에 따른 것"임을 강조하는 내용이 포함되어 있어서 방송을 준비할 때 누가 먼저 "루저"라는 말을 썼는지에 대해 여대생과 제작진 간의 책임 공방이 벌어지기도 했다.
논란이 확산되자 여대생은 자신이 관리하던 미니홈피를 폐쇄하고 사이트를 탈퇴했으며 제작진 또한 사과문을 게시하고 사퇴했다. 한편 12월 9일에 열린 방송통신심의위원회 대회의실에서 열린 제28차 전체 회의에서 미녀들의 수다에 대한 징계를 논의하던 중 제작진 측은 "여대생이 사전 인터뷰 때 키작은 남자에 대한 질문에 (루저라고) 그렇게 대답했고 그래서 대본으로 적었다. 이메일 등 증거자료는 충분하다"고 밝히면서 "하지만 그 표현이 가진 문제의 심각성에 관해서는 제작진이 소홀했다"는 최종 입장을 밝혔다.
여대생의 루저 발언 외에도 또 다른 여대생 패널이 "키 작은 남자가 폭력 남자보다 싫다.", "키 작으면 오만정이 떨어져.", "내가 이만큼 갖춰 줬는데, 밥값 및 등등은 네가 내야지", "미국 대학생들은 백팩을 많이 매던데, 왜 핸드백을 안 들고 백팩을 매는지?"는 등의 발언들도 구설수에 올랐다.

## 방통위 징계
방송통신심의위원회 홈페이지에는 미수다 제작진의 징계와 프로그램 폐지를 요청하는 게시물들이 게시되었으며 키 작은 남성을 비하하는 여대생의 발언을 여과없이 방송한 KBS 미수다 제작진을 상대로 정신적으로 피해를 봤다는 한 30대 남성이 1천만원의 손해배상을 요구하기도 했다. 한편 언론중재위원회에는 루저 발언과 관련된 11건의 신청이 접수되었으며 이러한 신청은 17일까지 총 78건이 접수되었지만 일부는 기각되었다. 방송통신심의위원회는 12월 9일에 '해당프로그램의 관계자에 대한 징계'를 내리기로 결정했다. 그 이후 12월 28일 미녀들의 수다는 특선영화 방영으로 인해 결방되었으나, 영화 방영 직전 다음과 같은 사과방송을 했다.
한국방송공사는 2009년 11월 9일에 방송된 《미녀들의 수다》 프로그램에서 "키 작은 남자는 루저(loser)"등 신체적 차이를 조롱하고 열등한 대상으로 묘사한 내용과 성별역할에 대한 차별적인 발언 내용을 자막과 함께 여과 없이 방송한 사실이 있습니다. 이는 '방송심의에 관한 규정' 제 21조(인권침해의 제한) 제3항, 제30조(양성평등) 제2항, 제3항을 위반한 것으로 방송통신심의위원회의 제재조치 결정에 따라 방송통신위원회로부터 방송법 제100조 제1항 제3호의 '해당 방송프로그램의 관계자에 대한 징계' 제재 조치를 받았습니다"

## 분석
김문조 고려대 사회학과 교수는 루저의 난 사건에 대해 '미디어의 사회적 결합이 나타낸 결과'라고 설명했다.. 루저의 난을 비롯 인터넷상에서 '○○남'이란 말은 없고 '○○녀'란 말은 있는 현상에 대해 다수의 전문가들은 가부장적 남성우월주의 문화와 고착화된 여성상이 원인이라 지적한다. 김은주 한국여성정치연구소장은 한국 사회를 지배하는 문화가 남성우월주의적인 요소가 지배하고 있는데 이것이 인터넷상에서 그대로 나타나는 것이라 설명한다.